# UFC Women's Strawweight Championship
La cintura dei pesi paglia femminili dell'organizzazione Ultimate Fighting Championship venne istituita nel 2014, ed il torneo per la vittoria della stessa venne ospitato nella 20-esima stagione del reality show The Ultimate Fighter, alla quale presero parte 16 lottatrici.

## Women's Strawweight championship (fino ai 52 kg)
| Nome                               | Data                                                | Luogo                     | Difese |
| ---------------------------------- | --------------------------------------------------- | ------------------------- | --- |
| Carla Esparza batté Rose Namajunas | 12 dicembre 2014 (TUF 20 Finale)                    | Las Vegas, Stati Uniti    | |
| Joanna Jędrzejczyk                 | 14 marzo 2015 (UFC 185)                             | Dallas, Stati Uniti       | - batté Jessica Penne ad UFC Fight Night 69 il 20 giugno 2015 - batté Valérie Létourneau ad UFC 193: Rousey vs. Holm il 15 novembre 2015 - batté Cláudia Gadelha ad The Ultimate Fighter 23 Finale l'8 luglio 2016 - batté Karolina Kowalkiewicz ad UFC 205 il 12 novembre 2016 - batté Jéssica Andrade ad UFC 211 il 13 maggio 2017 |
| Rose Namajunas                     | 4 novembre 2017 (UFC 217)                           | New York, Stati Uniti     | - batté Joanna Jędrzejczyk ad UFC 223 il 7 aprile 2018 |
| Jéssica Andrade                    | 11 maggio 2019 (UFC 237)                            | Rio de Janeiro, Brasile   | |
| Zhang Weili                        | 31 agosto 2019 (UFC Fight Night: Andrade vs. Zhang) | Shenzhen, Cina            | - batté Joanna Jędrzejczyk ad UFC 248 il 7 marzo 2020 |
| Rose Namajunas (2)                 | 24 aprile 2021 (UFC 261)                            | Jacksonville, Stati Uniti | - batté Zhang Weili ad UFC 268 il 6 novembre 2021 |
| Carla Esparza (2)                  | 7 maggio 2022 (UFC 274)                             | Phoenix, Stati Uniti      | |
| Zhang Weili (2)                    | 12 novembre 2022 (UFC 281)                          | New York, Stati Uniti     | - batté Amanda Lemos ad UFC 292 il 19 agosto 2023 - batté Yan Xiaonan ad UFC 300 il 13 aprile 2024 - batté Tatiana Suarez a UFC 312 il 9 febbraio 2025 |